# Ас-Садик, Хусейн
Хуссе́йн а́с-Сади́к (араб. حُسين الصادق‎, англ. Hussein as-Sadiq; 15 октября 1973) — саудовский футболист, вратарь. Выступал в сборной Саудовской Аравии. Участник чемпионата мира 1994 года и 1998 года.

## Карьера

### Клубная
Большую часть карьеры провёл в клубе «Аль-Кадисия» из Эль-Хубара, в составе которой, вместе с командой, становился обладателем Кубка наследного принца Саудовской Аравии, Кубка Саудовской федерации футбола и Кубка обладателей кубков Азии, а также финалистом Кубка Саудовской федерации футбола и Арабского кубка обладателей кубков, и именно из «Аль-Кадисии» дважды вызывался в состав сборной Саудовской Аравии для участия в чемпионате мира 1994 года и чемпионате мира 1998 года. Начало 1990-х вообще было золотым периодом для «Аль-Кадисии», именно в эти годы добившейся всех своих серьёзных достижений.

### В сборной
В составе главной национальной сборной Саудовской Аравии выступал на чемпионате мира 1994 года и чемпионате мира 1998 года, на которых, однако, на поле так ни разу и не вышел. В 1996 году, вместе с командой, стал обладателем Кубка Азии.

## Достижения
- Обладатель Кубка Азии (1): 1996
- Обладатель Кубка наследного принца Саудовской Аравии (1): 1991/92
- Обладатель Кубка Саудовской федерации футбола (1): 1993/94
- Финалист Кубка Саудовской федерации футбола (1): 1992/93
- Обладатель Кубка обладателей кубков Азии (1): 1994
- Финалист Арабского кубка обладателей кубков (1): 1993/94